# 新疆広匯飛虎倶楽部
新疆広匯飛虎倶楽部（新疆广汇飞虎俱乐部、英：Xinjiang Guanghui Flying Tigers Club）は、中華人民共和国・新疆ウイグル自治区ウルムチ市を本拠地とするプロバスケットボールチームである。中国プロバスケットボールリーグ所属。日本語では「新疆フライングタイガース」と記されることもある。

## 歴史
1999年、新疆ウイグル自治区体育局と新疆広匯実業投資集団が共同で新疆広匯飛虎倶楽部（新疆广汇飞虎俱乐部）を設立。2000年は乙級リーグに参加し、2001年に甲級Bリーグに所属、2003年から甲級Aリーグに昇格。

## 主な所属選手
- 薛玉洋
- 巴特爾
- ショーン・ロング